# التشريفات التي تلقاها نيلسون مانديلا

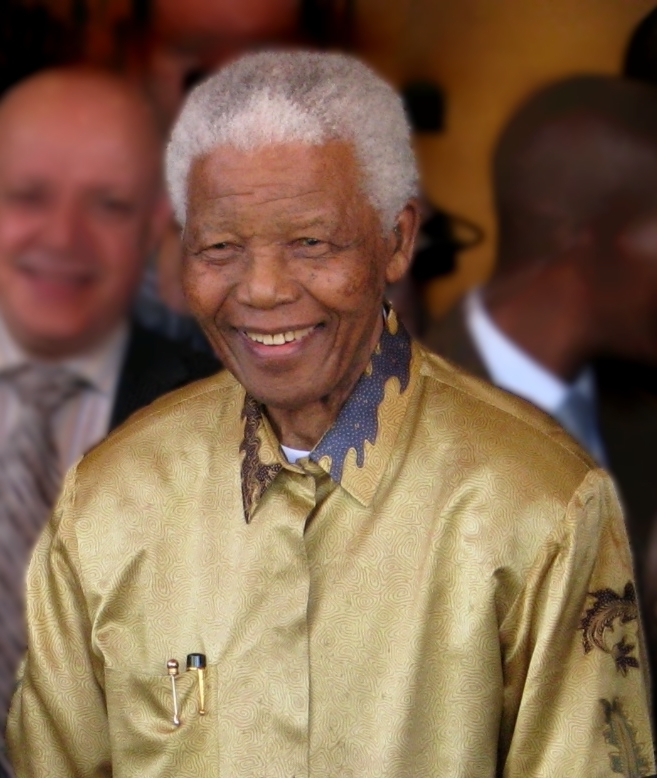
نيلسون مانديلا

قائمة شاملة بالجوائز والتكريمات وشهادات التقدير والاعتراف التي منحت لنيلسون مانديلا. تلقى مانديلا أكثر من مائتين وخمسين الجوائز في أكثر من أربعة عقود، كان أبرزها جائزة نوبل للسلام في عام 1993.
ما بين 1994 و1999، كان مانديلا رئيس جنوب أفريقيا. وهو أول أسود ينتخب في أول انتخابات ديمقراطية كاملة التمثيل. قبل توليه الرئاسة، كان مانديلا ناشط مناهضا لنظام الفصل العنصري وزعيم حزب المؤتمر الوطني الأفريقي وجناحه المسلح اومكونتو سيزوي. أمضى 27 عاما في السجن، والكثير منها في زنزانة في جزيرة روبن وبقية الفترة قضاها في سجن بولسمور، بعد إدانته بجرائم تخريب ارتكبها عندما قاد النضال ضد الفصل العنصري.
بعد خروجه من السجن في 11 فبراير 1990، انتقل إلى سياسة المصالحة والتفاوض. وساعد في قيادة عملية التحول إلى ديمقراطية متعددة الأعراق في جنوب أفريقيا. منذ نهاية نظام الفصل العنصري، وقال تمت الإشادة به على نطاق واسع، حتى من جانب المعارضين السابقين.
وهو حاليا الرجل المحنك المشهور الذي لا يزال يعبر عن آرائه حول قضايا الساعة. في جنوب أفريقيا، غالبا ما يعرف باسم «ماديبا»، لقب أرستقراطي اعتمده أعضاء كبار السن من عشيرة الملكي التي ينتمي إليها. هذا اللقب صار مرادفا لنيلسون مانديلا.

## أربعينيات القرن 20
- 1942 - ليسانس الفنون، جامعة جنوب أفريقيا[1]

## ستينيات القرن 20
- 1965 - انتخب رئيسا شرفيا لاتحاد طلبة جامعة ليدز (University of Leeds)

## سبعينيات القرن 20
- 1973 - تسمية جزيئ نوكليون اكتشف في جامعة ليدز باسم نيلسون مانديلا.[2]
- 1975 - عضوية شرفية في اتحاد الطلبة في جامعة لندن.
- 1979 - دكتوراه شرفية في القانون من الجامعة الوطنية لليسوتو، ماسيرو، 29 سبتمبر.[3]
- 1979 - جائزة جواهر لال نهرو للتفاهم الدولي من المجلس الهندي للعلاقات الثقافية، نيو دلهي، الهند.[4]

## 1981
- 4 أغسطس - الحرية من مدينة غلاسكو[5]
- تسمية طريق باسم مانديلا من قبل «London Borough of Brent»
- جائزة برونو كريسكي (Bruno Kreisky Award) للاستحقاق في مجال حقوق الإنسان. اختارته لجنة حكام دوليين في فيينا.[6]

## 1982
- انتخب رئيسا شرفيا مدى الحياة لاتحاد طلاب «مدرسة لندن لعلوم الاقتصاد والسياسة».

## 1983
- فبراير، مواطنة شرفية من مدينة روما.
- 17 مارس، مواطنة شرفية من مدينة أولمبيا، اليونان.
- 5 يونيو، دكتوراه شرفية في القانون من «City College of New York».
- 26 يونيو، مجلس مدينة دبلن إيرلندا يزيح الستار عن تمثال في سيتي بارك dedicated to نيلسون مانديلا
- 18 يوليو، وسام من «نجمة الصداقة الدولية» (Star of International Friendship) الذهبي من ألمانيا الديموقراطية.
- 18 يوليو، مجلس مدينة هارلو (Harlow)، المملكة المتحدة، يعيد تسمية أحد أكبر شوارع المدينة باسم نيلسون مانديلا تشريفا له.
- 18 يوليو، AUEW/TASS أحد أكبر اتحادات التجارة في المملكة المتحدة يقيم احتفالية لتسمية غرفة اللجنة التنفيذية باسم «غرفة نيلسون مانديلا»
- 20 يوليو، الحرية من بلدية غرينيتش، لندن.
- 24 يوليو، اليونسكو تمنحه «جائزة سيمون بوليفار الدولية» مناصفة مع خوان كارلوس ملك إسبانيا في احتفالية أقيمت بكراكاس، فنزويلا في عيد ميلاد الـ 200 لسيمون بوليفار.[7]
- 10 ديسمبر، مجلس مدينة ليدز، المملكة المتحدة، يسمي الرواق المدني 'Nelson Mandela Gardens'.
- تسمية منتزه في Hull، المملكة المتحدة، باسم «Mandela Park».
- جامعة لانكستر، المملكة المتحدة، تمنحه دكتوراه شرفية في الحقوق.
- أتحادات الطلبة لجامعة جامعة ووريك وجامعة كوفنتري وجامعة London South Bank تسمي غرفا باسم نيلسون مانديلا.
- نيويورك تعيد تسميت ساحة تقابل بعثة جنوب أفريقيا في الأمم المتحدة باسم «قصر نيلسون وويني مانديلا».

## 1984
- 13 يناير، شهادة شرفية من جامعة بروكسل الحرة
- مجلس «London Borough of Camden»، يسمي شارعا يضم مقرا لحركة مناهضة للأبرتايد باسم شارع مانديلا.
- مجلس «London Borough of Hackney» يعيد تسمية مجمع إسكاني باسم مانديلا في أبريل.
- جائزة بلايا جيرون، كوبا، يمنحها له فيدال كاسترو
- عضوية شرفية «الجمعية الوطنية لرؤساء الحكومات المحلية»، المملكة المتحدة.
- مجلس «London Borough of Haringey»، يسمي مشروع سكني باسمه.
- رفع الستار عن تمثال لمانديلا في ساحة مريون، دبلن.
- انتخب عضو شرفي في جمعية طلبة جامعة Strathclyde، اسكتلندا.
- الحرية من مدينة Wijnegem، بلجيكا
- 27 أغسطس، جائزة نجم الصداقة الدولية من ألمانيا الديمقراطية.[8]
- 29 نوفمبر، الحرية من مدينة Aberdeen لنيلسون وويني مانديلا.
- تسمية مدرسة في ألمانيا الديمقراطية باسم «Nelson Mandela School»

## 1985
- فدرالية Revenue Staff، المملكة المتحدة، تسمي منحة اتحاد الكومنولث التجاري باسم نيلسون مانديلا.
- مجلس «London Borough of Southwark»، يسمي شارعا باسم شارع مانديلا.
- مجلس مدينة نوتينغهام، يسمي غرفة في مركز رياضي باسمه.
- «جائزة العالم الثالث»، تمنحها سنويا مؤسسة العالم الثالث للدراسات الاقتصادية والاجتماعية ومقرها لندن، منحت بشكل مشترك لنيلسون ويني مانديلا.
- الحرية من مدينة هال، المملكة المتحدة.
- 29 مارس، جائزة لودوفيك-تراريو الدولية لحقوق الإنسان، ويمنحها معهد حقوق الإنسان في نقابة المحامين في بوردو، فرنسا.
- منظمة الكتاب النيجيريين، كتاب وصحفيين لمناهضة الفصل العنصري (WAJAAP)، تمنحه لقب «Life Patron»
- بلدة هدرسفيلد في غرب يوركشير، المملكة المتحدة، تعيد تسمية ركن المتكلمين بـ نيلسون مانديلا.
- أكتوبر، الحرية من مدينة ريو دي جانيرو، البرازيل.
- أكتوبر، المواطنة الفخرية من ولاية ريو دي جانيرو، البرازيل.
- أكتوبر، دبلوم الشرف والصداقة من جامعة ريو دي جانيرو، البرازيل.
- تمثال لنيلسون مانديلا يقيمه في لندن مجلس لندن الكبرى، كشف عنها أوليفر تامبو في 28 أكتوبر.
- 6 ديسمبر، رئيس السنغال عبدو ضيوف يفتتح ساحة سويتو وشارع نيلسون مانديلا في وسط داكار، السنغال.
- ديسمبر، دكتوراه في القانون من جامعة أحمدو بيلو في نيجيريا

## 1986

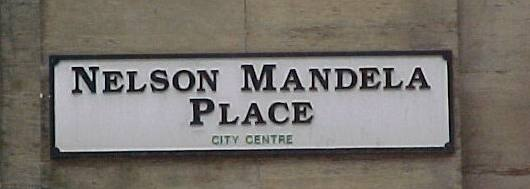
لوحة لساحة في غلاسكو، اسكتلندا.

- أنتخب رئيسا فخريا مدى الحياة في الاتحاد الوطني لعمال المناجم في جنوب أفريقيا
- منح ميدالية WEB دوبوا الدولية من الرابطة الوطنية من أجل نهوض الملونين (NAACP)
- مجلس مدينة كوفنتري يسمي مبنى جديد باسم مانديلا
- جائزة مؤسسة السلام قدمها ألفونسو كومين في برشلونة، إسبانيا
- حرية من بورو في Islwyn، ويلز، منحت لويني ونيلسون مانديلا
- «الجائزة الدولية للسلام والحرية» منحها المركز الدولي لعمال، ستوكهولم السويد
- منح، مع ويني مانديلا، «جائزة العالم الثالث» من المجموعة الدولية للدراسات الاستراتيجية من ماليزيا، 5 مايو
- دكتوراه فخرية في القانون، جامعة زيمبابوي
- منتزه نيلسون مانديلا في ليستر، إنجلترا، سمي باسم مانديلا.[9]
- عضوية فخرية لويني ونيلسون مانديلا من الاتحاد الوطني للبحارة، المملكة المتحدة
- تتم إعادة تسمية ساحة القديس جورج في غلاسكو، اسكتلندا، وموقع قنصلية الجنوب أفريقيا باسم ساحة نيلسون مانديلا.[10]
- سمي رجل حر فخري في نيوكاسل [11]

## 1990

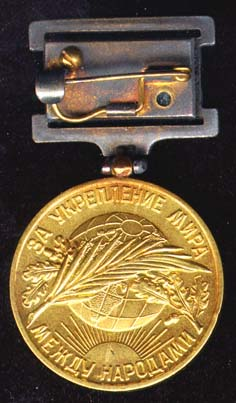
Lenin Peace Prize Medal, awarded 1990

## 1993

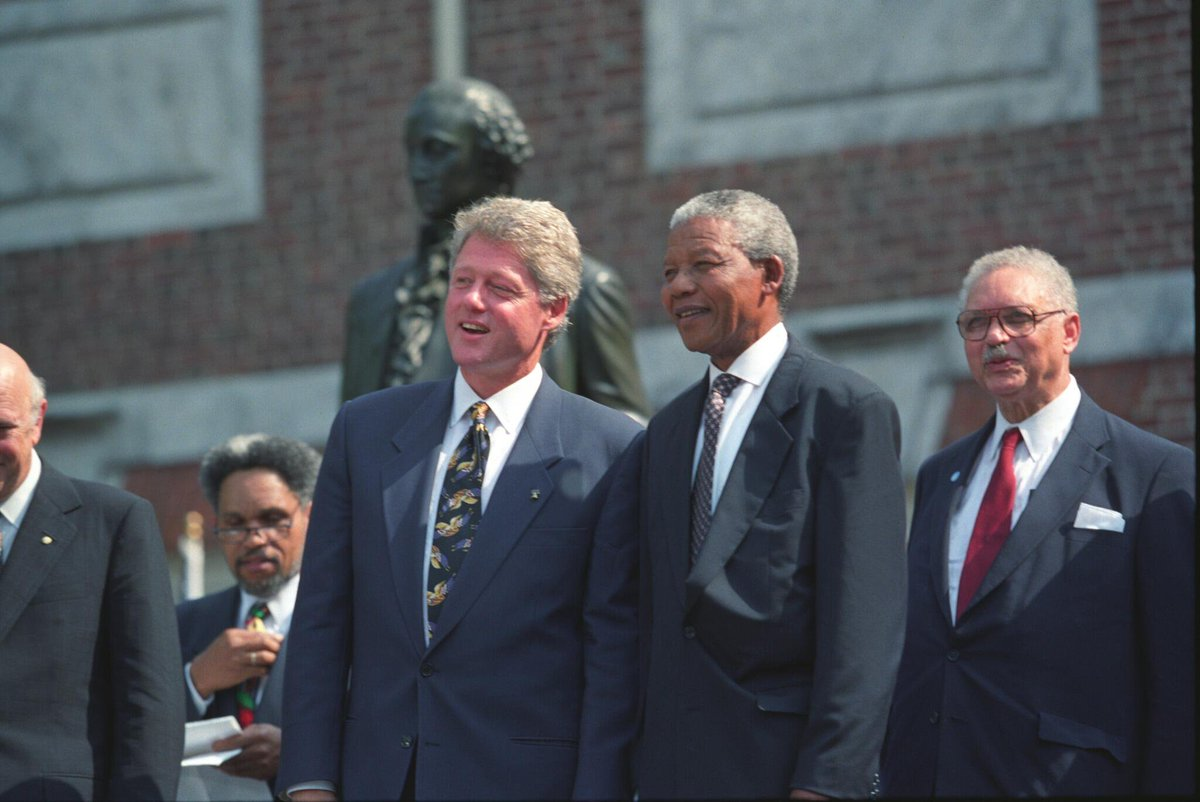
بيل كلينتون presented Mandela with the وسام الحرية فيلادلفيا on July 4, 1993

## 1997

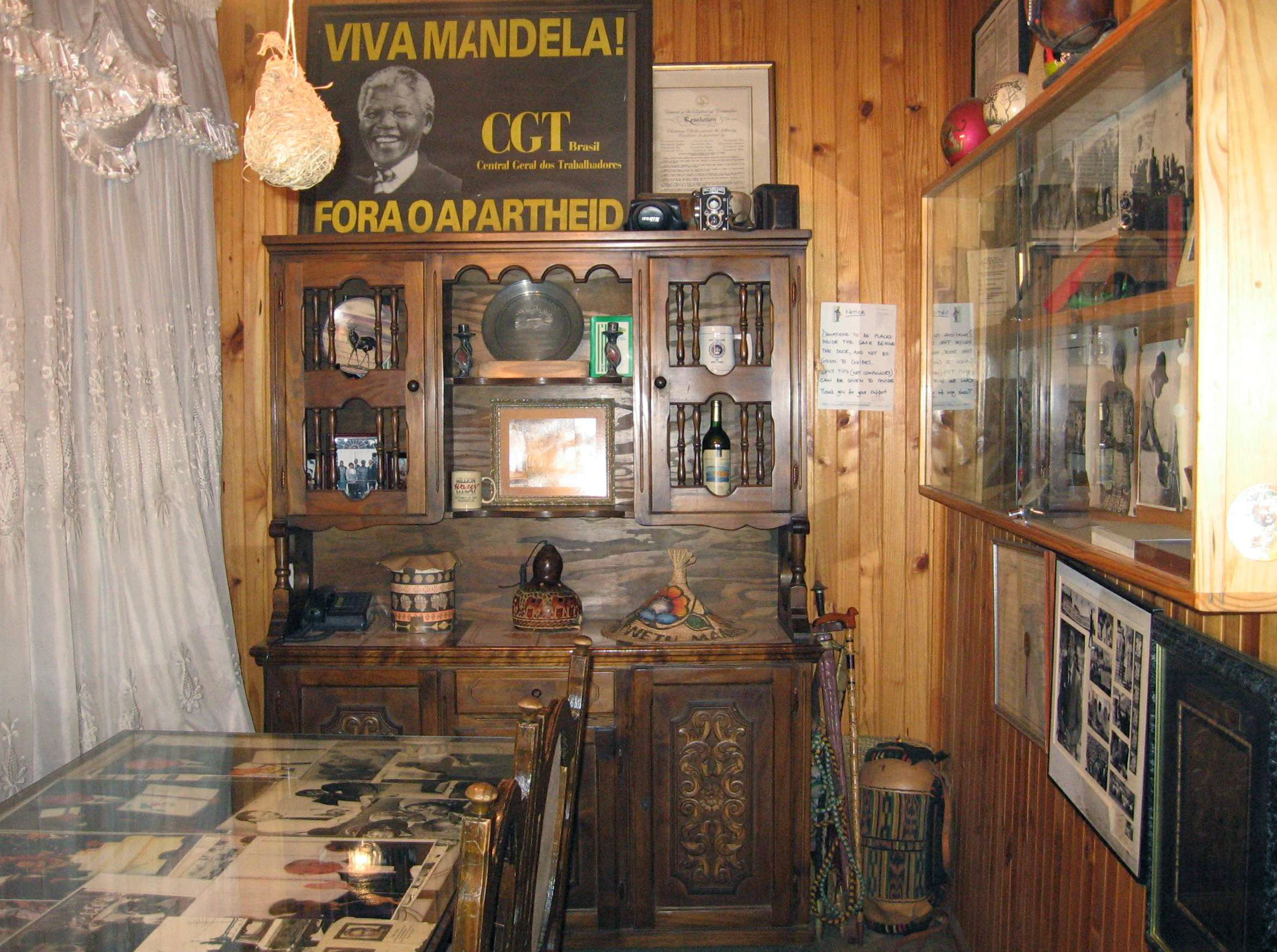
Nelson Mandela's former house in سويتو, now Mandela Family Museum.

## خلاصة

### أوسمة وطنية
- جنوب أفريقيا : وسام Mapungubwe  – درجة بلاتينيوم (ديسمبر 2002)

### أوسمة دولية

درع الأسلحة لمانديلا كقلادة لوسام Seraphim

- أنغولا: وسام الدكتور António Agostinho Neto (12 مايو 1990)
- أستراليا: مرافق شرفي لوسام أستراليا (9 يونيو 1999)
- كندا : مرافق شرفي لوسام كندا (24 سبتمبر 1998)
- دول الكومنولث : عضو شرفي لوسام الاستحقاق (1995)
- دول الكومنولث : Bailiff Grand Cross of وسام سانت جون (2004)
- الدنمارك : قلادة وسام الفيل (18 فبراير 1996). حسب تقاليد الوسام، يرسم درع الأسلحة على لوحة يعلق في كنيسة قلعة فردريكسبورج.[12]
- لوكسمبورغ: درع وسام الفيل الذهبي لـ House of Nassau (10 مارس 1999)
- مالي: الوسام الوطني المالي (3 مارس 1996)
- المكسيك: وسام نسر الأزتيك (11 يونيو 2010)
- النرويج: وسام سانت أولاف الملكي النرويجي (1998).
- السويد: درع وسام Seraphim الملكي السويدي (3 مارس 1997). حسب تقاليد الوسام، يرسم درع الأسلحة على لوحة تحفظ في غرفة دروع Seraphim في القصر الملكي لستوكهولم. وعند يوم تشييع الجنازة يحمل إلى كنيسة Riddarholmen.
- أوكرانيا: الدرجة الأولى من وسام الأمير Yaroslav the Wise (5 مايو 1999)
- الولايات المتحدة: وسام الحرية الرئاسي (9 يوليو 2002)
- الاتحاد السوفيتي: وسام لينين (1990)